# 拉夫特斯旺普鎮區 (北卡羅萊納州羅伯遜縣)
拉夫特斯旺普鎮區（英語：Raft Swamp Township）是位於美國北卡羅萊納州羅伯遜縣的一個鎮區。

## 地方資料
拉夫特斯旺普鎮區的面積為44.28平方千米，皆為陸地。根據2020年美國人口普查的數據，當地共有人口3067人，而人口密度為每平方千米69.26人。